# ویتنی ریدبک
ویتنی ریدبک (انگلیسی: Whitney Rydbeck؛ ‏ ۱۳ مارس ۱۹۴۵ – ۱۵ ژوئیه ۲۰۲۴) بازیگر اهل ایالات متحده آمریکا بود.
از فیلم‌ها یا مجموعه‌های تلویزیونی که وی در آن‌ها نقش داشته است می‌توان به پیشتازان فضا: نسل بعدی، درخواب‌فرورفته، جمعه سیزدهم و ۱۹۴۱ اشاره نمود.